# Herrenmättlebach
Der Herrenmättlebach ist ein knapp 750 Meter langer Bach des Südschwarzwaldes, der nördlich von Riedichen im Kreuzbühl entspringt und zu Füßen des Zeller Weilers Grüneck im baden-württembergischen Landkreis Lörrach von rechts und Osten in den Schuhlochbach mündet.

## Geographie

### Verlauf
Der Herrenmättlebach entspringt nördlich von Riedichen am Osthang des Köpfles, eines Ausläufers des Hörnles, auf etwa 675 m ü. NHN. Von dort fließt er in westlicher Richtung bis zu einer Talserpentine der K 6301 (Riedicher Straße), kurz vor deren Unterquerung speist er einen Löschwasserteich. Danach verläuft er in westsüdwestlicher Richtung durch ein Waldgebiet unterhalb des Zeller Weilers Grüneck, quert abermals die K 6301, ehe er abwärts der vom Schuhlochbach gespeisten Fischweiher auf etwa 494 m ü. NHN in der untersten Steigenschlinge der Riedicher Straße von rechts und Südosten in den Schuhlochbach mündet. 
Der etwa 750 Meter lange Lauf des Herrenmättlebachs endet ungefähr 180 Höhenmeter unterhalb seiner Quelle, er hat somit ein mittleres Sohlgefälle von etwa 24 %.

### Einzugsgebiet
Das naturräumlich zum Südschwarzwald gehörende Einzugsgebiet ist etwa 30 ha groß und liegt komplett im Stadtgebiet von Zell im Wiesental. Der höchste Punkt des Einzugsgebiets liegt auf dem Köpfle auf etwa 840 m ü. NHN.
Die Einzugsgebiete der folgenden Nachbargewässer grenzen an:
- Im Norden liegt das Einzugsgebiet des Erzenbachs, der unmittelbar oberhalb des Schuhlochbachs in die Wiese mündet;
- an allen übrigen Seiten konkurriert der Schuhlochbach, im Süden über einen gut 300 m langen und namenlosen Hangbach.

### Zuflüsse
Auf der amtlichen Gewässerkarte ist lediglich ein namenloser Hangwaldzufluss verzeichnet, der ca. 100 Meter lang ist, von rechts und Westen auf etwa 590 m ü. NHN mündet und auf etwa 618 m ü. NHN entspringt.

### Flusssystem Wiese
- Fließgewässer im Flusssystem Wiese